# Eduardo Mamede
Eduardo Mamede Dantas Pinudo Fernandes é um jogador brasileiro de futebol americano que atua pela equipe do Vasco da Gama Patriotas.

## Carreira
Edu Mamede ingressou no Futebol Americano aos 21 anos, no ano de 2011 quando foi selecionado em um processo seletivo de atletas pela equipe do Botafogo Mamutes(equipe de futebol americano do Botafogo) jogou por três anos onde disputou as edições III, IV e V do Torneio Touchdown pela equipe que o revelou. No inicio do ano de 2014 foi transferido para a equipe do Vasco da Gama Patriotas e conquistou o titulo do Torneio Touchdown. No ano de 2015 se transferiu para o Botafogo Reptiles.

## Titulos
- Torneio Touchdown 2014 - Vasco da Gama Patriotas[1]